# Fortuné Henry
Fortuné Henry (Nîmes, 20 de julho de 1821 — Paris, 28 de maio de 1882) foi um poeta e libertário francês, importante personagem da Comuna de Paris. 
Durante o segundo império foi duas vezes preso por insulto à moral e à religião. Após se mudar para a cidade de Paris com a proclamação da Comuna, torna-se delegado do Comitê Central Republicano dos Vinte Distritos e membro da Comissão Provisória da Guarda Nacional. É eleito membro do Conselho da Comuna pelo Xa arrondissement, e passa a fazer parte da Comissão de Subsistência. Vota em favor da criação da Comissão de Salvamento Público.
Após a semana sangrenta depois da queda da Comuna se refugia na Espanha, se instalando na cidade de Barcelona com sua mulher e seu filho Jean-Charles então com três anos. Ainda que no exílio é condenado à morte pelo Conselho de Guerra. No seu período na Espanha sua mulher dá à luz outra criança, que recebe o nome de Émile Henry.
Em 1880, após ser declarada a anistia retorna à França e passa a contribuir para o jornal libertário L'En-dehors (O Além), editorado por Zo d'Axa. Morre dois anos depois, no ano de 1882, na cidade de Paris.

## Família
Ao alcançarem a idade adulta seus dois filhos se tornaram notáveis anarquistas, ambos entusiastas da propaganda pela ação. Jean-Charles, se filho mais velho, a seu tempo se revelou um grande orador, contribuindo para diversos jornais e na primeira década do século XX trabalhando ativamente pela formação de uma colônia anarquista junto à floresta das Ardenas, perto de Aiglemont. Émile Henry, o mais novo, também um grande articulista, frente a violência estatal ganhou notoriedade ao se tornar um vingador das classes oprimidas, após empreender dois atentados a bomba, um contra uma delegacia de polícia, outro contra um café frequentado pela elite parisiense, como vingança pela execução dos anarquistas ilegalistas Auguste Vaillant e Ravachol.